# Отворено првенство Њу Хејвена у тенису
Отворено првенство Њу Хејвена је тениски турнир за жене који се одржава у Њу Хејвену, у САД. Од 1998. до 2008. је био турнир II категорије, а од 2009. дио премијер серије турнира. Мушки турнир се одржавао од 2005. до 2010. као дио АТП 250 серије, а 2011. је премјештен у Винстон-Сејлем.

## Историја
Турнир је 1998. премјештен из Стоун Маунтина у Њу Хјевен, под спонзорством Пилот оловки. Првим годинама турнира доминирале су Винус Вилијамс, која је освојила четири узастопне титуле, и Линдси Давенпорт, која је била финалисткиња пет пута и освојила титулу 2005.
Када је премјештен у Њу Хејвен 1998, турнир је био други тениски турнир у Њу Хејвену, поред мушког Pilot Pen International. Када је мушки турнир укинут 1999, женски је остао једини до 2005, када је Тениска асоцијација САД одлучила да купи мушки турнир на Лонг Ајленду.
Турнир је постао посљедњи турнир Љетње америчке серије, први на коме су играли и мушкарци и жене, што је привлачило најбоље тенисере, па су побједници посљедњих година Каролина Возњацки, Светлана Кузњецова, Жистин Енен у женској, односно Џејмс Блејк и Николај Давиденко у мушкој конкуренцији.
Турнир за мушкарце је престао да се одржава 2011, када је пресељен у Винстон-Сејлем, а турнир је промијенио званично име у „New Haven Open at Yale“.

## Земљотрес 2011.
23. августа 2011. у 13:51 по локалном времену земљотрес у Вирџинији јачине VII степени Меркалијеве скале (веома јак) прекинуо је игру на два сата док су ватрогасци провјерили да ли је стадион оштећен.

## Званични назив турнира
- 1998 – 2010:
- од 2011:

## Поени и новчана награда[1]
| Пласман       | Поени | Новчана награда |
| ------------- | ----- | --------------- |
| Побједа       | 470   | 107.000 $       |
| Финале        | 320   | 57.000 $        |
| Полуфинале    | 200   | 30.500 $        |
| Четвртфинале  | 120   | 16.375 $        |
| Осмина финала | 60    | 8.800 $         |
| Прво коло     | 1     | 4.800 $         |

| Пласман      | Поени | Новчана награда |
| ------------ | ----- | --------------- |
| Побједа      | 470   | 33.000 $        |
| Финале       | 320   | 17.600 $        |
| Полуфинале   | 200   | 9.600 $         |
| Четвртфинале | 120   | 4.900$          |
| Прво коло    | 1     | 2.650 $         |

## Протекла финала

### Жене појединачно
| Година | Побједница         | Финалисткиња         | Резултат         |
| ------ | ------------------ | -------------------- | ---------------- |
| 1998.  | Штефи Граф         | Јана Новотна         | 6–4, 6–1         |
| 1999.  | Винус Вилијамс     | Линдси Давенпорт     | 6–2, 7–5         |
| 2000.  | Винус Вилијамс     | Моника Селеш         | 6–2, 6–4         |
| 2001.  | Винус Вилијамс     | Линдси Давенпорт     | 7–6(6), 6–4      |
| 2002.  | Винус Вилијамс     | Линдси Давенпорт     | 7–5, 6–0         |
| 2003.  | Џенифер Капријати  | Линдси Давенпорт     | 6–2, 4–0 предаја |
| 2004.  | Јелена Бовина      | Натали Деши          | 6–2, 2–6, 7–5    |
| 2005.  | Линдси Давенпорт   | Амели Моресмо        | 6–4, 6–4         |
| 2006.  | Жистин Енен        | Линдси Давенпорт     | 6–0, 1–0 предаја |
| 2007.  | Светлана Кузњецова | Агњеш Савај          | 4–6, 3–0 предаја |
| 2008.  | Каролина Возњацки  | Ана Чакветадзе       | 3–6, 6–4, 6–1    |
| 2009.  | Каролина Возњацки  | Јелена Веснина       | 6–2, 6–4         |
| 2010.  | Каролина Возњацки  | Нађа Петрова         | 6–3, 3–6, 6–3    |
| 2011.  | Каролина Возњацки  | Петра Цетковска      | 6–4, 6–1         |
| 2012.  | Петра Квитова      | Марија Кириленко     | 7–6(9), 7–5      |
| 2013.  | Симона Халеп       | Петра Квитова        | 6–2, 6–2         |
| 2014.  | Петра Квитова      | Магдалена Рибарикова | 6–4, 6–2         |
| 2015.  | Петра Квитова      | Луција Шафаржова     | 6–7(6), 6–2, 6–2 |
| 2016.  | Агњешка Радвањска  | Елина Свитолина      | 6–1, 7–6(3)      |
| 2017.  | Дарија Гаврилова   | Доминика Цибулкова   | 4–6, 6–3, 6–4    |
| 2018.  | Арина Соболенко    | Карла Суарез Наваро  | 6–1, 6–4         |

### Женски парови
| Година | Побједнице                                         | Финалисткиње                        | Резултат         |
| ------ | -------------------------------------------------- | ----------------------------------- | ---------------- |
| 1998.  | Александра Фузе Натали Тозија                      | Маријана де Сварт Јана Новотна      | 6–1, 6–0         |
| 1999.  | Лиса Рејмонд Рене Стабс                            | Јелена Лиховцева Јана Новотна       | 7–6(1), 6–2      |
| 2000.  | Жули Алард-Декужи Ај Сугијама                      | Вирхинија Руано Паскал Паола Суарез | 6–4, 5–7, 6–2    |
| 2001.  | Кара Блек Јелена Лиховцева                         | Јелена Докић Нађа Петрова           | 6–0, 3–6, 6–2    |
| 2002.  | Данијела Хантухова Аранча Санчез Викарио           | Татјана Гарбин Јанета Хусарова      | 7–6, 1–6, 7–5    |
| 2003.  | Вирхинија Руано Паскуал Паола Суарез               | Алиша Молик Магви Серна             | 7–6(6), 6–3      |
| 2004.  | Нађа Петрова Меган Шонеси                          | Мартина Навратилова Лиса Рејмонд    | 6–1, 1–6, 7–6(4) |
| 2005.  | Лиса Рејмонд Саманта Стосур                        | Жизела Дулко Марија Кириленко       | 6–2, 6–7(1), 6–1 |
| 2006.  | Зи Јан Ђе Џенг                                     | Лиса Рејмонд Саманта Стосур         | 6–4, 6–2         |
| 2007.  | Сања Мирза Мара Сантанђело                         | Кара Блек Лизел Хубер               | 6–1, 6–2         |
| 2008.  | Квета Пешке Лиса Рајмонд                           | Сорана Крстеа Моника Никулеску      | 4–6, 7–5, [10–7] |
| 2009.  | Нурија Љагостера Вивес Марија Хосе Мартинез Санчез | Ивета Бенешова Луција Храдецка      | 6–2, 7–5         |
| 2010.  | Квета Пешке Катарина Среботник                     | Бетани Матек Сандс Меган Шонеси     | 7–5, 6–0         |
| 2011.  | Чуанг Чија-јанг Олга Говорцова                     | Сара Ерани Роберта Винчи            | 7–5, 6–2         |

### Мушкарци појединачно
| Година                                               | Побједник         | Финалистка       | Резултат      |
| ---------------------------------------------------- | ----------------- | ---------------- | ------------- |
| 2005.                                                | Џејмс Блејк       | Фелисијано Лопез | 3–6, 7–5, 6–1 |
| 2006.                                                | Николај Давиденко | Агустин Каљери   | 6–4, 6–3      |
| 2007.                                                | Џејмс Блејк       | Марди Фиш        | 7–5, 6–4      |
| 2008.                                                | Марин Чилић       | Марди Фиш        | 6–4, 4–6, 6–2 |
| 2009.                                                | Фернандо Вердаско | Сем Квери        | 6–4, 7–6(6)   |
| 2010.                                                | Сергиј Стаховски  | Денис Истомин    | 3–6, 6–3, 6–4 |
| Турнир за мушкарце премјештен у Винстон-Сејлем 2011. |                   |                  |               |

### Мушки парови
| Година                                               | Побједници                   | Финалисти                           | Резултат    |
| ---------------------------------------------------- | ---------------------------- | ----------------------------------- | ----------- |
| 2005.                                                | Гастон Етлис Мартин Родригез | Раџив Рам Боби Рејнолдс             | 6–4, 6–3    |
| 2006.                                                | Јонатан Ерлих Анди Рам       | Марјуш Фирстенберг Марћин Матковски | 6–3, 6–3    |
| 2007.                                                | Махеш Бупати Ненад Зимоњић   | Марјуш Фирстенберг Марћин Матковски | 6–3, 6–3    |
| 2008.                                                | Марсело Мело Андре Са        | Махеш Бупати Марк Ноулс             | 7–5, 6–2    |
| 2009.                                                | Јулијан Ноул Јирген Мелцер   | Бруно Соареш Кевин Улијет           | 6–4, 7–6(3) |
| 2010.                                                | Роберт Линдстед Орија Текау  | Рохан Бопана Аисам-ул-Хак Куреши    | 6–4, 7–5    |
| Турнир за мушкарце премјештен у Винстон-Сејлем 2011. |                              |                                     |             |